# Tanto va la gatta al lardo...
Pour plus de détails, voir Fiche technique et Distribution.
Tanto va la gatta al lardo... est une comédie italienne à quatre sketches réalisée par Vittorio Sindoni et sortie en 1978.
Le titre fait référence au proverbe italien « Tanto va la gatta al lardo che ci lascia lo zampino ». Le proverbe est une invitation à la modération. Si on persiste à faire de façon répété quelque chose de dangereux ou d'interdit, on finit par se faire prendre. Comme le chat qui s'est approché si près du lard qu'il a perdu sa patte,,.

## Synopsis
Le tre verginelle
Un meurtrier qui avait l'habitude de violer et de découper ses victimes en morceaux s'échappe d'un asile criminel. Au domicile de trois sœurs, qui ont entendu les annonces alarmantes à la radio, un vendeur ambulant frappe à la porte et il est pris pour l'évadé.
Fuga nella valigia
Une femme fait évader son mari de prison en profitant de son admission à l'hôpital pour une opération chirurgicale. Elle le cache dans une valise et le transporte en train et en bus.
Amore coniugale
Deux époux sont tellement occupés à se quereller et à dénigrer tous les membres de leur famille respective qu'ils ne se rendent pas compte qu'une révolution a éclaté.
Processo per direttissima
Un supporter de football napolitain voyage dans un train. Il s'asseoit dans un compartiment où sont présents cinq membres de la haute société, un magistrat, un général, un prélat, une veuve de haut rang et un étudiant en droit. Il utilise immédiatement un langage vulgaire et des manières inciviles, ce qui irrite beaucoup ses compagnons de voyage.

## Fiche technique
- Titre original italien : Tanto va la gatta al lardo...[4]
- Réalisation : Vittorio Sindoni (sous le nom de « Marco Aleandri »)
- Scenario : Vittorio Sindoni, Ghigo De Chiara (it)
- Photographie :	Alfio Contini
- Montage : Gisella Nuccitelli
- Musique : Enrico Simonetti
- Décors : Massimo Lentini
- Costumes : Massimo Lentini
- Production : Franco Casati
- Société de production : Megavision, S.E.P.A.C. - Società Europea Produzioni Associate Cinematographica
- Société de distribution : Produzioni Atlas Consorziate
- Pays de production :  Italie
- Langue originale : Italien
- Format : Couleurs - Son mono - 35 mm
- Durée : 95 minutes
- Genre : Comédie
- Dates de sortie :
  - Italie : 1978 (visa délivré le 10 février 1978[4])

## Distribution
Le tre verginelle
- Luciano Salce : Dino Dini
- Valentina Cortese : Wilma
- Macha Méril : Vera
- Orchidea De Santis : la sœur de Wilma et Vera.
- Fiorenzo Fiorentini : Giustino
- Attilio Cucari : commissaire

Fuga nella valigia
- Franca Valeri : Maria Pertichini
- Fiorenzo Fiorentini : Oreste
- Giuliano Persico : le voyageur dans le train
- John Stacy : prêtre
- Fortunato Arena : boucher
- Aristide Caporale : le père de Maria
- Franca Scagnetti : la mère de Maria
- Attilio Cucari : maréchal des carabiniers
- Roberto Bonacini (Roberto Della Casa) : carabinier Cipollino

Amore coniugale
- Walter Chiari Teodoro Casadei
- Valentina Cortese : Leonilde Bosco Casagrande
- Riccardo Paladini : journaliste de télévision

Processo per direttissima
- Luciano Salce : Amilcare Severi
- Stefano Satta Flores : supporter de la Società Sportiva Calcio Napoli
- Carlo Hintermann : Filiberto Amedeo Viro Siloni
- Cecilia Polizzi : Mariangela Curti Rava
- Attilio Cucari : le prêtre